# 国际管理分析师认证
国际管理分析师认证（Global Management Analyst）是由国际管理分析师协会组织的管理认证。该协会是一个致力于推动管理理论发展，提升企业管理水平的协会。
国际管理分析师认证的体系分三级：
- 基础级（经济学原理、管理原理、管理数量分析基础）；
- 提高级（管理理论与实践、计量分析、管理科学、计算机分析与模拟）；
- 应用级（管理案例分析）。

国际管理分析师认证已经受到管理学术研究和企业的广泛承认。